# Alte Mainbrücke Kitzingen
Die Alte Mainbrücke Kitzingen ist eine mehrbogige, mittelalterliche Steinbrücke, die bei Flusskilometer 286,76 den Main überspannt und die Stadt Kitzingen mit dem Ortsteil Etwashausen verbindet. Am östlichen Brückenkopf steht die Kreuzkapelle von Balthasar Neumann.
Im Jahr 1300 wurde die Alte Mainbrücke erstmals urkundlich erwähnt. Das damals noch hölzerne Bauwerk lag an der Handelsstraße von Frankfurt am Main über Würzburg und Nürnberg nach Regensburg und ersetzte eine Fähre zur Überquerung des Mains an einer Furt. In den folgenden Jahrhunderten wurde die Brücke in eine Steinbogenbrücke umgebaut, nur auf der Etwashäuser Seite blieb ein zweijochiger Brückenabschnitt aus Holz bestehen, der im Verteidigungsfalle schnell zerstört werden konnte. Die Brücke wurde außerdem mit Toren, Türmen und einem Zollhaus ausgestattet. 1488 wurden die Rechte des Klosters Kitzingen zur Erhebung des Brückenzolls einschließlich der Unterhaltspflicht auf die Stadtherren übertragen.

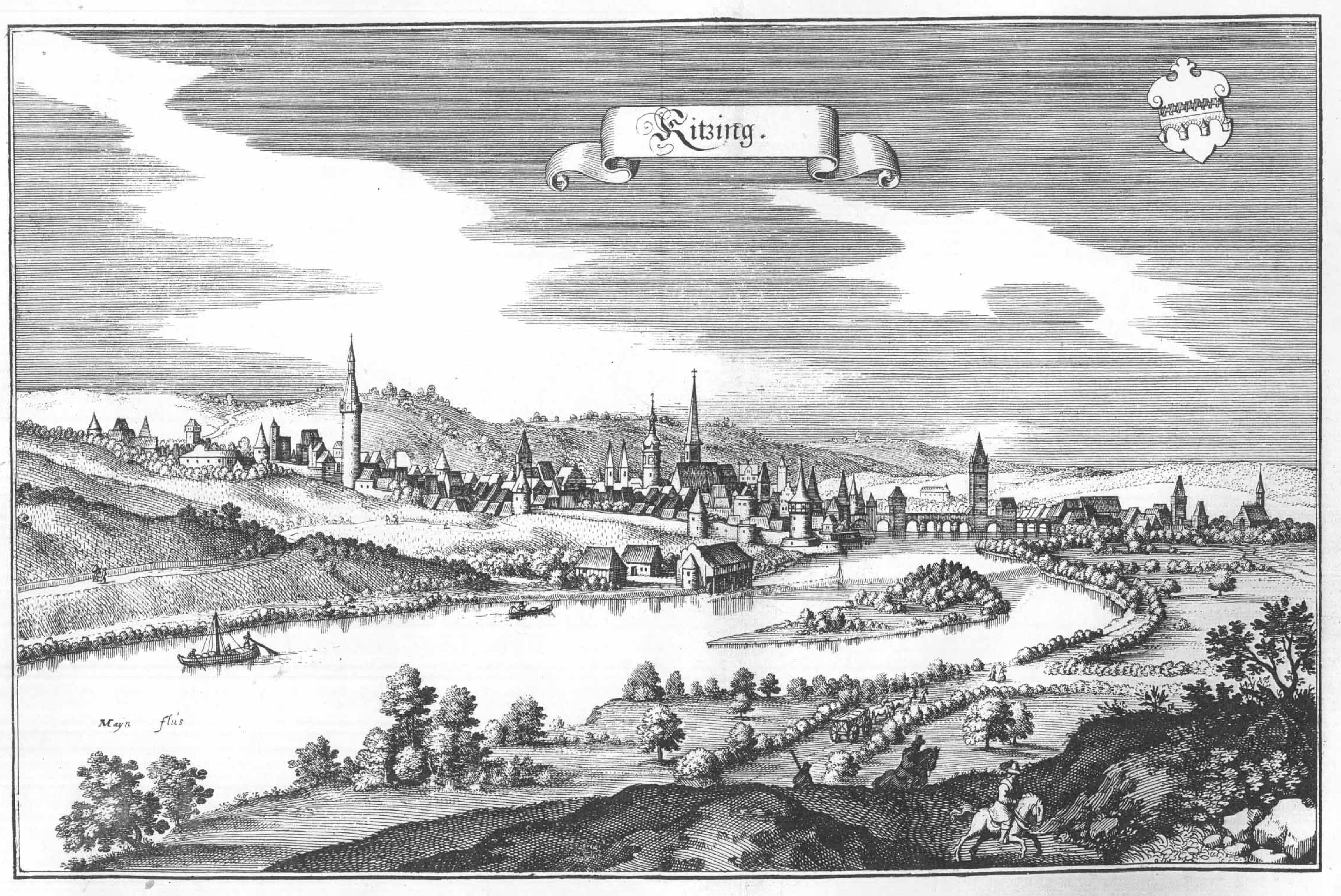
Alte Mainbrücke 1648

Eine umfangreiche Erneuerung des Bauwerks, das zwölf Bögen aufwies, begann Anfang des 16. Jahrhunderts und dauerte über rund 100 Jahre. Dabei wurden ein Brückenturm, ein Brückentor in Brückenmitte, ein Amtshaus und ein „Naschkorb“, in den Obstdiebe gesperrt und zur Strafe in den Main getaucht wurden, neu errichtet.
Hochwasser und Eisgang beschädigten das Bauwerk immer wieder. Instandsetzungsarbeiten an den Pfeilern wurden 1744 unter der Leitung von Balthasar Neumann durchgeführt. 1769 betreute sein Sohn Franz Ignaz Michael Neumann den Neubau von fünf Bögen. Außerdem erfolgte im 18. Jahrhundert ein Rückbau der Brückenaufbauten, aber es wurde auch ein neues Brückentor bei Etwashausen errichtet sowie eine Statue des Schutzpatrons Nepomuk und ein eisernes Kreuz aufgestellt. 1891 folgte zur Verbreiterung der Fahrbahn der Austausch der steinernen Brüstungen gegen eiserne Geländer.

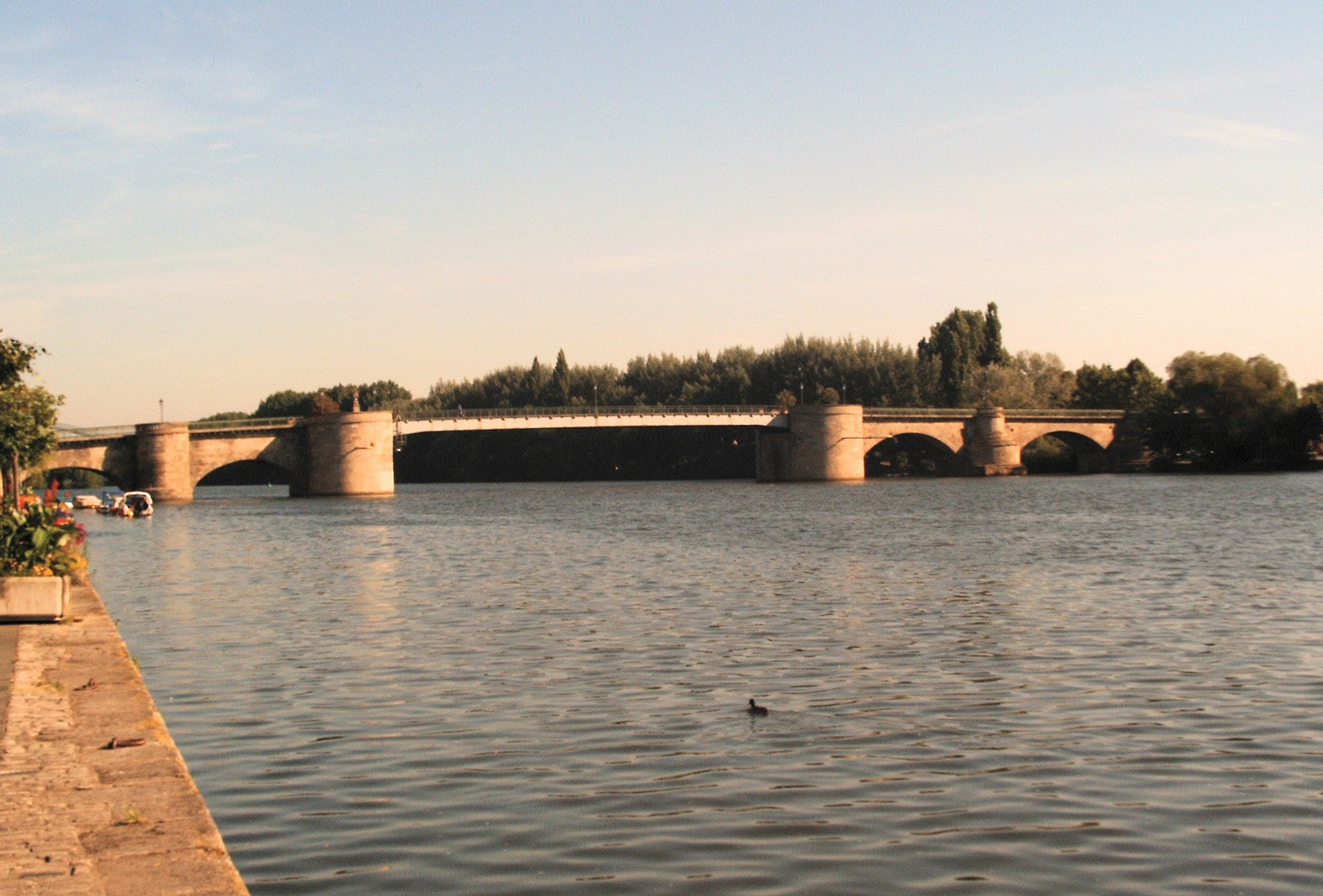
Alte Mainbrücke seit 1956

Am 4. April 1945 sprengten deutsche Einheiten über dem Main zwei Bögen. Der Wiederaufbau wurde am 15. Mai 1948 feierlich beendet. Vor der Mainregulierung überspannten die vier mittleren Bögen den Fluss. Aufgrund des Mainausbaus zur Großschifffahrtsstraße wurden Ende Mai 1955 die drei mittleren Bögen gesprengt und für die Schifffahrtsöffnung durch eine Balkenbrücke mit einem stählernen Überbau von rund 52 Meter lichter Weite und 1,3 Meter Konstruktionshöhe ersetzt. Ende Mai 1956 waren die Bauarbeiten beendet. Seitdem wird der durch die Staustufe Kitzingen aufgestaute Main von vier Gewölben von 13 bis 16 Meter lichter Weite, die sich links und rechts der Schifffahrtsöffnung befinden, überspannt. An beiden Ufern weist das 207 Meter lange Bauwerk jeweils drei Bögen auf. Seit Oktober 2011 ist die Alte Mainbrücke eine autofreie Zone. Im Februar 2019 wurde ein Anprallschutz für die Brücke fertiggestellt. Es handelt sich dabei um insgesamt zehn Stahlrohre (fünf auf jeder Seite des Bauwerks vor den Brückenpfeilern), welche das Bauwerk im Falle eines vom Kurs abgekommenen Schiffes vor Beschädigungen schützen sollen.

Stadtwappen von Kitzingen

Die große Bedeutung der steinernen Brücke für die Stadt verdeutlicht die Aufnahme des Brückenabbildes in das Stadtwappen. Aus dem Jahr 1349 sind erste Abdrucke eines Siegels mit dem Brückenbild überliefert. Das bayerische Landesamt für Denkmalpflege führt die Brücke als Baudenkmal. 